# Capito aurovirens
Capito aurovirens là một loài chim trong họ Capitonidae.